# Litizdat
Le Litizdat ou Département d'édition littéraire est une agence d´Union soviétique fondée en juin 1919 afin de coordonner les différents centres de publication au service du régime bolchevique.

## Histoire
Organe chargé de l'élaboration et de la publication de documents politico-militaires (ouvrages techniques, périodiques, affiches, images, dessins, proclamations), il finit par absorber les autres « agences » par souci de rendement et d'efficacité. 
Le Litizdat fut dirigé à sa création et au cours des années de guerre civile par Vyacheslav Polonsky. Parmi les artistes ayant travaillé sous sa direction, on compte notamment Dimitri Moor et Victor Deni.
Pendant les premières années de vie du régime bolchevique qui luttait alors pour sa survie, l'art graphique joua un rôle crucial dans une quête de soutien d'une société russe en grande partie illettrée et ethniquement composite. C'est ainsi qu'entre 1918 et 1921, près de 4 000 posters différents furent composés en Union soviétique et reproduits en millions d'exemplaires.